# Barry (televíziós sorozat)
A Barry 2018-ban indult amerikai televíziós sorozat. A műsor alkotói Alec Berg és Bill Hader, a történet pedig a címszereplőt bérgyilkosról szól, aki színésznek áll. A főszereplőt Bill Hader játssza, mellette még szerepel a sorozatban többek közt Stephen Root, Sarah Goldberg, Glenn Fleshler és Anthony Carrigan is.
A sorozatot az Amerikai Egyesült Államokban 2018. március 25-én, Magyarországon pedig 2018. március 26-án mutatták be az HBO-n.
A sorozat 3. évadát a kialakult pandemiás helyzetből fakadóan nem kezdték leforgatni, de az HBO már a 4. évadot is berendelte.

## Cselekmény
A film főszereplője Barry Berkman, az egykori tengerészgyalogos, aki jelenleg bérgyilkosként tengeti napjait. Azonban Barry ezzel nem elégszik meg, többre vágyik, ezt pedig egy los angelesi küldetésén kapja meg. Itt vonzza be magába a színházi világ és elhatározza, hogy színésznek áll.

## Szereplők
| Szereplő       | Színész           | Magyar hang     |
| -------------- | ----------------- | --------------- |
| Barry Berkman  | Bill Hader        | Kovács Lehel    |
| Monroe Fuches  | Stephen Root      | Bognár Tamás    |
| Sally Reed     | Sarah Goldberg    | Mezei Kitty     |
| Goran Pazar    | Glenn Fleshler    | Törköly Levente |
| Nyúzós Hank    | Anthony Carrigan  | Szvetlov Balázs |
| Gene Cousineau | Henry Winkler     | Csankó Zoltán   |
| Ryan Madison   | Tyler Jacob Moore | Welker Gábor    |
| Nick           | Rightor Doyle     | Czető Roland    |

## Epizódok
| Évad | Évad | Részek száma | Részek száma | Eredeti sugárzás  | Eredeti sugárzás | Eredeti adó       | Magyar sugárzás   | Magyar sugárzás | Magyar adó |
| Évad | Évad | Részek száma | Részek száma | Évadbemutató      | Évadzáró         | Eredeti adó       | Évadbemutató      | Évadzáró        | Magyar adó |
| ---- | ---- | ------------ | ------------ | ----------------- | ---------------- | ----------------- | ----------------- | --------------- | ---------- |
|      | 1.   | 8            | 8            | 2018. március 25. | 2018. május 13.  |                   | 2018. március 26. | 2018. május 14. |            |
|      | 2.   | 8            | 8            | 2019. március 31. | 2019. május 19.  | 2019. április 1.  | 2019. május 20.   |                 |            |
|      | 3.   | 8            | 8            | 2022. április 24. | 2022. június 12. | 2022. április 25. | 2022. június 13.  |                 |            |
|      | 4.   | 8            | 8            | 2023. április 16. | 2023. május 28.  | 2023. április 17. | 2023. május 29.   |                 |            |

### 1. évad (2018)
| Sor. | Év. | Cím                                                                                                   | Rendező      | Író                     | Premier                             | Nézettség    |
| ---- | --- | --- | ------------ | ----------------------- | ----------------------------------- | ------------ |
| 1.   | 1.  | Első fejezet: Céltudatosság (Chapter One: Make Your Mark)                                             | Bill Hader   | Alec Berg és Bill Hader | 2018. március 25. 2018. március 26. | 0,564 millió |
| 2.   | 2.  | Második fejezet: Alapanyag (Chapter Two: Use It)                                                      | Bill Hader   | Alec Berg és Bill Hader | 2018. április 1. 2018. április 2.   | 0,641 millió |
| 3.   | 3.  | Harmadik fejezet: Kockázatvállalás (Chapter Three: Make the Unsafe Choice)                            | Bill Hader   | Duffy Boudreau          | 2018. április 8. 2018. április 9.   | 0,595 millió |
| 4.   | 4.  | Negyedik fejezet: Elköteleződés (Chapter Four: Commit...To You)                                       | Maggie Carey | Sarah Solemani          | 2018. április 15. 2018. április 16. | 0,511 millió |
| 5.   | 5.  | Ötödik fejezet: Fegyelem (Chapter Five: Do Your Job)                                                  | Hiro Murai   | Ben Smith               | 2018. április 22. 2018. április 23. | 0,643 millió |
| 6.   | 6.  | Hatodik fejezet: Figyelem és alkalmazkodás (Chapter Six: Listen With Your Ears, React With Your Face) | Hiro Murai   | Emily Heller            | 2018. április 29. 2018. április 30. | 0,560 millió |
| 7.   | 7.  | Hetedik fejezet: Kitartás (Chapter Seven: Loud, Fast, and Keep Going)                                 | Alec Berg    | Liz Sarnoff             | 2018. május 6. 2018. május 7.       | 0,636 millió |
| 8.   | 8.  | Nyolcadik fejezet: Önismeret (Chapter Eight: Know Your Truth)                                         | Alec Berg    | Alec Berg és Bill Hader | 2018. május 13. 2018. május 14.     | 0,548 millió |

### 2. évad (2019)
| Sor. | Év. | Cím                                               | Rendező      | Író                     | Premier                             | Nézettség    |
| ---- | --- | ------------------------------------------------- | ------------ | ----------------------- | ----------------------------------- | ------------ |
| 9.   | 1.  | Célra tartva (The Show Must Go On, Probably?)     | Hiro Murai   | Alec Berg és Bill Hader | 2019. március 31. 2019. április 1.  | 0,532 millió |
| 10.  | 2.  | Magabiztos személyiség (The Power of No)          | Hiro Murai   | Taofik Kolade           | 2019. április 7. 2019. április 8.   | 0,424 millió |
| 11.  | 3.  | Hadsereg (Past = Present x Future Over Yesterday) | Minkie Spiro | Jason Kim               | 2019. április 14. 2019. április 15. | 1,78 millió  |
| 12.  | 4.  | A túloldali tető (What?!)                         | Liza Johnson | Duffy Boudreau          | 2019. április 21. 2019. április 22. | 1,94 millió  |
| 13.  | 5.  | Csak egy makk (ronny/lily)                        | Bill Hader   | Alec Berg és Bill Hader | 2019. április 28. 2019. április 29. | 2,03 millió  |
| 14.  | 6.  | Disznók elé gyöngyöt (The Truth Has a Ring to It) | Alec Berg    | Emily Heller            | 2019. május 5. 2019. május 6.       | 1,99 millió  |
| 15.  | 7.  | Ússzásoktatok (The Audition)                      | Alec Berg    | Liz Sarnoff             | 2019. május 12. 2019. május 13.     | 1,87 millió  |
| 16.  | 8.  | Kitűző (berkman > block)                          | Bill Hader   | Alec Berg és Bill Hader | 2019. május 19. 2019. május 20.     | 2,21 millió  |

### 3. évad (2022)
| Sor. | Év. | Cím               | Rendező    | Író                     | Premier                             | Nézettség   |
| ---- | --- | ----------------- | ---------- | ----------------------- | ----------------------------------- | ----------- |
| 17.  | 1.  | forgiving jeff    | Bill Hader | Alec Berg és Bill Hader | 2022. április 24. 2022. április 25. | 0,25 millió |
| 18.  | 2.  | limonada          | Bill Hader | Alec Berg és Bill Hader | 2022. május 1. 2022. május 2.       | 0,29 millió |
| 19.  | 3.  | ben mendelsohn    | Alec Berg  | Emma Barrie             | 2022. május 8. 2022. május 9.       | 0,30 millió |
| 20.  | 4.  | all the sauces    | Alec Berg  | Jason Kim               | 2022. május 15. 2022. május 16.     | 0,27 millió |
| 21.  | 5.  | crazytimesh*tshow | Alec Berg  | Emily Heller            | 2022. május 22. 2022. május 23.     | 0,26 millió |
| 22.  | 6.  | 710N              | Bill Hader | Duffy Boudreau          | 2022. május 29. 2022. május 30.     | 0,21 millió |
| 23.  | 7.  | candy asses       | Bill Hader | Liz Sarnoff             | 2022. június 5. 2022. június 6.     | 0,26 millió |
| 24.  | 8.  | starting now      | Bill Hader | Alec Berg és Bill Hader | 2022. június 12. 2022. június 13.   | 0,22 millió |

### 4. évad (2023)
| Sor. | Év. | Cím                        | Rendező    | Író            | Premier                             | Nézettség   |
| ---- | --- | -------------------------- | ---------- | -------------- | ----------------------------------- | ----------- |
| 25.  | 1.  | yikes                      | Bill Hader | Bill Hader     | 2023. április 16. 2023. április 17. | 0,27 millió |
| 26.  | 2.  | bestest place on the earth | Bill Hader | Nicky Hirsch   | 2023. április 16. 2023. április 17. | 0,22 millió |
| 27.  | 3.  | you're charming            | Bill Hader | Emma Barrie    | 2023. április 23. 2023. április 24. | 0,21 millió |
| 28.  | 4.  | it takes a psycho          | Bill Hader | Taofik Kolade  | 2023. április 30. 2023. május 1.    | 0,30 millió |
| 29.  | 5.  | tricky legacies            | Bill Hader | Bill Hader     | 2023. május 7. 2023. május 8.       | 0,28 millió |
| 30.  | 6.  | the wizard                 | Bill Hader | Duffy Boudreau | 2023. május 14. 2023. május 15.     | 0,23 millió |
| 31.  | 7.  | a nice meal                | Bill Hader | Liz Sarnoff    | 2023. május 21. 2023. május 22.     | 0,24 millió |
| 32.  | 8.  | wow                        | Bill Hader | Bill Hader     | 2023. május 28. 2023. május 29.     | 0,23 millió |